# Avenue Jean Joseph Crocq
 (septembre 2011).
 (septembre 2011).
Si vous disposez d'ouvrages ou d'articles de référence ou si vous connaissez des sites web de qualité traitant du thème abordé ici, merci de compléter l'article en donnant les références utiles à sa vérifiabilité et en les liant à la section « Notes et références ».

L'avenue Jean Joseph Crocq est une avenue de Laeken (Bruxelles) qui doit son nom au docteur Jean Joseph Crocq, médecin et bienfaiteur des pauvres ainsi qu'homme politique Belge.